# Matsucoccus liaoningensis
Matsucoccus liaoningensis är en insektsart som beskrevs av Tang 1978. Matsucoccus liaoningensis ingår i släktet Matsucoccus och familjen pärlsköldlöss. Inga underarter finns listade i Catalogue of Life.